# 신탁 (종교)

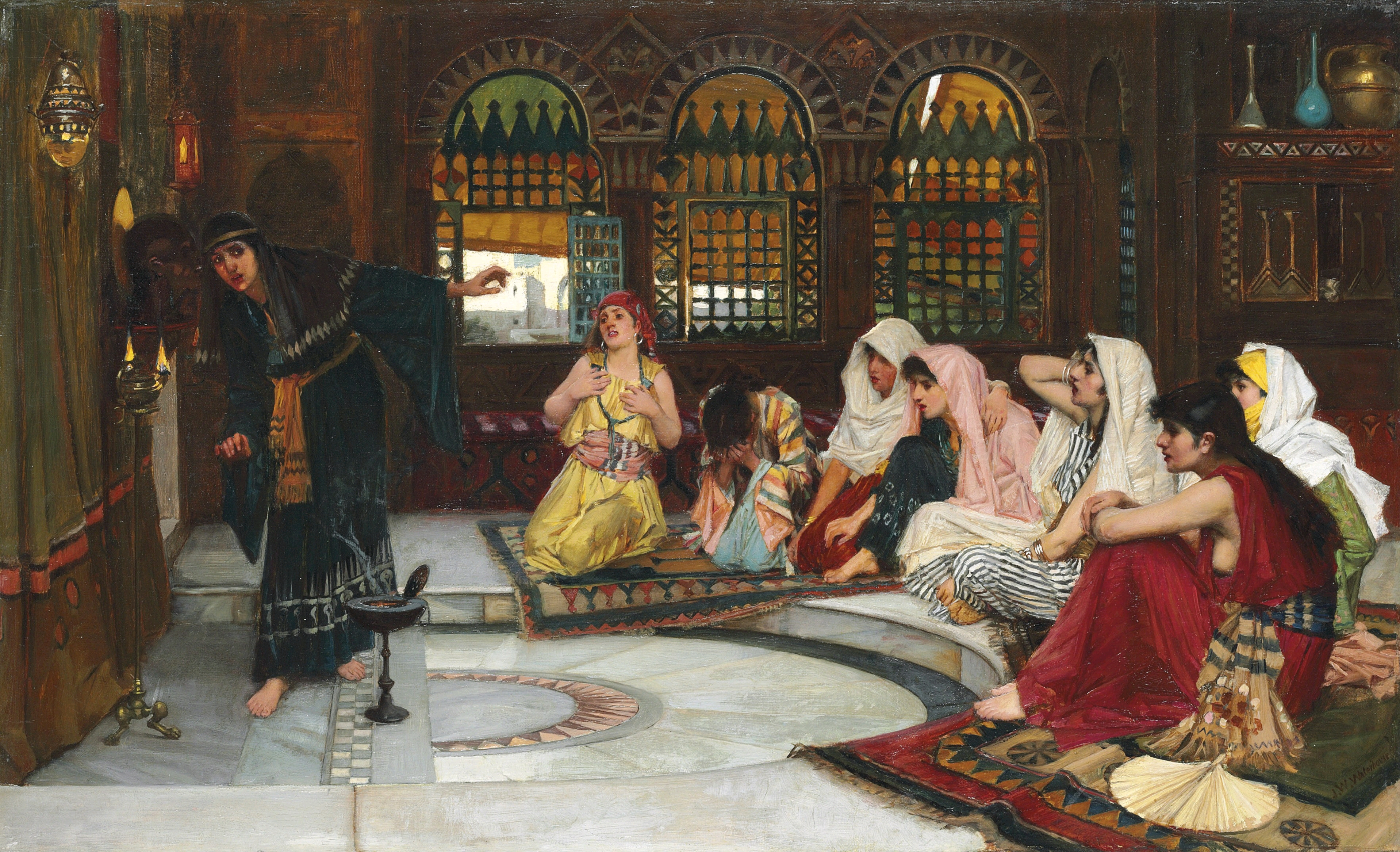

신탁(神託) 또는 오라클(oracle)은 신이 사람을 매개로 하여 그 뜻을 나타내거나 인간의 물음에 대답하는 일이다. 고대의 신탁은 인간의 의지와 상관없는 앞날을 알리는 것을 주목적으로 하며, 이는 점처럼 반드시 과거를 알아맞히거나 앞날의 운수와 길흉 따위를 미리 판단하고 대상을 의도하는 방향으로 이끄는 것과 구분된다.

## 설명
신탁의 영단어 오라클(oracle)이라는 단어는 "말하다"라는 뜻의 라틴어 동사 ōrāre에서 유래되었으며, 예언을 하는 사제나 여사제를 가리키는 것이 적절하다.
신탁은 신들이 사람들에게 직접 말하는 문으로 여겨졌다. 그런 점에서 그들은 새의 표식, 동물의 내장 등 다양한 방법을 통해 신이 보낸 표식을 해석하는 선견자(manteis, μάντεις)와는 달랐다.
고대 그리스의 가장 중요한 신탁은 피티아(델포이의 아폴론의 여사제)와 에페이로스의 도도나에 있는 디오네와 제우스의 신탁이었다. 아폴로의 다른 신탁소들은 아나톨리아 해안의 디디마와 말루스, 펠로폰네소스 반도의 코린트와 바새, 에게해의 델로스섬과 에기나섬에 있었다.
시빌라 신탁(Sibylline Oracles)은 그리스 6보격으로 쓰여진 신탁의 모음집으로, 광란의 상태에서 신성한 계시를 발한 여선지자인 시빌스(Sibyls)에게 귀속된다.

## 기원
월터 부르케르트(Walter Burkert)는 "신이 말하는 입술에서 광란한 여인들"이 근동 지역에서는 기원전 두 번째 천년기의 마리와 기원전 첫 번째 천년기의 아시리아에서 기록된 것을 관찰한다. 이집트에서는 여신 와제트(달의 눈)가 뱀 머리를 한 여자나 두 개의 뱀 머리를 가진 여자로 묘사되었다.

## 같이 보기
- 델포이 신탁
- 예언
- 주역
- 후토마니
- 무당